# Skokie
Skokie is een plaats (village) in de Amerikaanse staat Illinois, en valt bestuurlijk gezien onder Cook County.

## Demografie
Bij de volkstelling in 2000 werd het aantal inwoners vastgesteld op 63.348. In 2006 is het aantal inwoners door het United States Census Bureau geschat op 66.659, een stijging van 3311 (5,2%).

## Geografie
Volgens het United States Census Bureau beslaat de plaats een oppervlakte van 26,0 km², geheel bestaande uit land.

## Geboren
- Jessy Schram (1986), actrice
- David Pevsner (1958), acteur

## Plaatsen in de nabije omgeving
De onderstaande figuur toont nabijgelegen plaatsen in een straal van 8 km rond Skokie.